# Pace di Chocim
La Pace di Chocim (detto ancho trattato di Chocim o pace di Chocim/Hotin), firmato il 9 ottobre 1621, all'indomani della battaglia di Chocim (1621), pose fine alla guerra polacco-ottomana (1620–1621). Questo trattato di pace non portò a un cambio di confine ma la Confederazione polacco-lituano accettò di fermare la sua interferenza in Moldavia. Entrambe le parti rivendicarono la vittoria, poiché i polacchi videro la battaglia di Chocim come il tentativo di fermare con successo l'invasione sulla terraferma da parte dell'Impero ottomano.

## Termini del trattato
Il trattato fu piuttosto favorevole alla Confederazione, ma anche il sovrano ottomano ottenne ciò che voleva. Non ci furono cambiamenti territoriali; il confine tra la Confederazione e l'Impero ottomano fu confermato sul fiume Dnestr e i polacchi riconobbero il controllo ottomano sulla Moldavia. Nella Confederazione e tra i cosacchi ucraini, il blocco dell'enorme esercito ottomano fu visto come una grande vittoria.
Il trattato per la maggior parte ripeteva il precedente accordo del trattato di Busza (noto anche come trattato di Jaruga, del 1617), negoziato da Stanisław Żółkiewski e Iskender Pashà. Quel trattato del 1617 stabiliva che la Polonia non si sarebbe intromessa negli affari interni dei vassalli ottomani in Transilvania, Moldavia e Valacchia, e avrebbe impedito ai cosacchi di razziare le terre dell'Impero Ottomano, cedendo Khotin. In cambio, l'Impero Ottomano promise di fermare le incursioni tartare, in particolare quelle provenienti dalla fortezza di Bender.

## Risvolti
Gli ottomani, d'altra parte, anche se ottennero dalla Confederazione il riconoscimento del loro controllo sulla Moldavia, erano internamente in condizioni molto peggiori. In particolare, Chodkiewicz non fu l'unico a morire in battaglia: lo stesso sultan Osman pagò il prezzo più alto per il fallimento dei suoi piani. Il risultato di Chocim e il fallimento ottomano di schiacciare l'esercito della Confederazione in inferiorità numerica, portarono Osman a dare la colpa ai giannizzeri. Osman voleva modernizzare l'esercito, che incolpò della sconfitta; i suoi piani di modernizzazione furono tuttavia contrastati dai giannizzeri di mentalità tradizionale che portarono alla ribellione dei giannizzeri nel 1622, in cui Osman II fu assassinato colpito alle spalle.
Il confine tra la Confederazione e l'Impero ottomano sarebbe stato pacifico fino alla guerra polacco-ottomana (1633-1634).